# Wereldkampioenschappen baanwielrennen 2016
De wereldkampioenschappen baanwielrennen 2016 werden van 2 tot en met 6 maart 2016 gehouden in het London Velopark in de Britse hoofdstad Londen. Er stonden negentien onderdelen op het programma, tien voor mannen en negen voor vrouwen.

## Wedstrijdschema
|  | Wedstrijden | F | Finales |

| Datum →                   | 2 | 2 | 3  | 3 | 4 | 4 | 5 | 5 | 6 | 6 |
| Onderdeel ↓               | M | A | M  | A | M | A | M | A | M | A |
| ------------------------- | - | - | -- | - | - | - | - | - | - | - |
| 1 km tijdrit              |   |   | F  |   |   |   |   |   |   |   |
| Individuele achtervolging |   |   |    |   | Q | F |   |   |   |   |
| Keirin                    |   |   |    |   |   |   |   |   |   |   |
| Omnium                    |   |   |    |   |   |   |   |   |   |   |
| Puntenkoers               |   |   |    |   |   | F |   |   |   |   |
| Scratch                   |   | F |    |   |   |   |   |   |   |   |
| Sprint                    |   |   |    |   |   |   |   |   |   |   |
| Ploegenachtervolging      | Q |   | R1 | F |   |   |   |   |   |   |
| Teamsprint                | Q | F |    |   |   |   |   |   |   |   |
| Koppelkoers               |   |   |    |   |   |   |   |   |   | F |

| Datum →                   | 2 | 2 | 3 | 3 | 4  | 4 | 5 | 5 | 6 | 6 |
| Onderdeel ↓               | M | A | M | A | M  | A | M | A | M | A |
| ------------------------- | - | - | - | - | -- | - | - | - | - | - |
| 500m tijdrit              |   |   |   |   | F  |   |   |   |   |   |
| Individuele achtervolging | Q | F |   |   |    |   |   |   |   |   |
| Keirin                    |   |   |   |   |    |   |   |   |   |   |
| Omnium                    |   |   |   |   |    |   |   |   |   |   |
| Puntenkoers               |   |   |   |   |    |   |   | F |   |   |
| Scratch                   |   |   |   | F |    |   |   |   |   |   |
| Sprint                    |   |   |   |   |    |   |   |   |   |   |
| Ploegenachtervolging      |   |   | Q |   | R1 | F |   |   |   |   |
| Teamsprint                | Q | F |   |   |    |   |   |   |   |   |

## Medailles

### Mannen
| Onderdeel            | Goud | Goud                                                                                    | Zilver | Zilver                                                                          | Brons             | Brons                                                                              |
| -------------------- | ---- | --------------------------------------------------------------------------------------- | ------ | ------------------------------------------------------------------------------- | ----------------- | ---------------------------------------------------------------------------------- |
| Sprint               | GBR  | Jason Kenny                                                                             | AUS    | Matthew Glaetzer                                                                | RUS               | Denis Dmitrjev                                                                     |
| 1km tijdrit          | GER  | Joachim Eilers                                                                          | NED    | Theo Bos                                                                        | FRA               | Quentin Lafargue                                                                   |
| Achtervolging        | ITA  | Filippo Ganna                                                                           | GER    | Domenic Weinstein                                                               | GBR               | Andrew Tennant                                                                     |
| Ploegenachtervolging | AUS  | Sam Welsford Michael Hepburn Callum Scotson Miles Scotson Alexander Porter Luke Davison | GBR    | Jonathan Dibben Ed Clancy Owain Doull Bradley Wiggins Steven Burke Andy Tennant | DEN               | Lasse Norman Hansen Niklas Larsen Frederik Madsen Casper von Folsach Rasmus Quaade |
| Teamsprint           | NZL  | Ethan Mitchell Sam Webster Edward Dawkins                                               | NED    | Nils van 't Hoenderdaal Jeffrey Hoogland Matthijs Büchli Hugo Haak              | FRA               | Grégory Baugé Kévin Sireau Michaël D'Almeida                                       |
| Keirin               | GER  | Joachim Eilers                                                                          | NZL    | Edward Dawkins                                                                  | Vlag van Maleisië | Azizulhasni Awang                                                                  |
| Scratch              | ESP  | Sebastián Mora                                                                          | MEX    | Ignacio Prado                                                                   | SUI               | Claudio Imhof                                                                      |
| Puntenkoers          | GBR  | Jonathan Dibben                                                                         | AUT    | Andreas Graf                                                                    | BEL               | Kenny De Ketele                                                                    |
| Koppelkoers          | GBR  | Mark Cavendish Bradley Wiggins                                                          | FRA    | Morgan Kneisky Benjamin Thomas                                                  | ESP               | Albert Torres Sebastián Mora                                                       |
| Omnium               | COL  | Fernando Gaviria                                                                        | GER    | Roger Kluge                                                                     | AUS               | Glenn O’Shea                                                                       |

- Renners van wie de namen schuingedrukt staan kwamen in actie tijdens minimaal één ronde maar niet tijdens de finale.

### Vrouwen
| Onderdeel            | Goud | Goud                                                    | Zilver | Zilver                                                          | Brons | Brons                                                |
| -------------------- | ---- | ------------------------------------------------------- | ------ | --------------------------------------------------------------- | ----- | ---------------------------------------------------- |
| Sprint               | CHN  | Zhong Tianshi                                           | CHN    | Lin Junhong                                                     | GER   | Kristina Vogel                                       |
| 500m tijdrit         | RUS  | Anastasia Vojnova                                       | HKG    | Lee Wai Sze                                                     | NED   | Elis Ligtlee                                         |
| Achtervolging        | AUS  | Rebecca Wiasak                                          | POL    | Małgorzata Wojtyra                                              | CAN   | Annie Foreman-Mackey                                 |
| Ploegenachtervolging | USA  | Sarah Hammer Kelly Catlin Chloé Dygert Jennifer Valente | CAN    | Allison Beveridge Jasmin Glaesser Kirsti Lay Georgia Simmerling | GBR   | Laura Trott Elinor Barker Ciara Horne Joanna Rowsell |
| Teamsprint           | RUS  | Darja Sjmeleva Anastasia Vojnova                        | CHN    | Gong Jinjie Zhong Tianshi                                       | GER   | Miriam Welte Kristina Vogel                          |
| Keirin               | GER  | Kristina Vogel                                          | AUS    | Anna Meares                                                     | GBR   | Rebecca James                                        |
| Scratch              | GBR  | Laura Trott                                             | NED    | Kirsten Wild                                                    | CAN   | Stephanie Roorda                                     |
| Puntenkoers          | POL  | Katarzyna Pawłowska                                     | CAN    | Jasmin Glaesser                                                 | CUB   | Arlenis Sierra                                       |
| Omnium               | GBR  | Laura Trott                                             | FRA    | Laurie Berthon                                                  | USA   | Sarah Hammer                                         |

### Medaillespiegel
| Plaats | Land                | Goud | Zilver | Brons | Totaal |
| 1      | Verenigd Koninkrijk | 5    | 1      | 3     | 9      |
| 2      | Duitsland           | 3    | 2      | 2     | 7      |
| 3      | Australië           | 2    | 2      | 1     | 5      |
| 4      | Rusland             | 2    | 0      | 1     | 3      |
| 5      | China               | 1    | 2      | 0     | 3      |
| 6      | Nieuw-Zeeland       | 1    | 1      | 0     | 2      |
| 6      | Polen               | 1    | 1      | 0     | 2      |
| 8      | Spanje              | 1    | 0      | 1     | 2      |
| 8      | Verenigde Staten    | 1    | 0      | 1     | 2      |
| 10     | Colombia            | 1    | 0      | 0     | 1      |
| 10     | Italië              | 1    | 0      | 0     | 1      |
| 12     | Nederland           | 0    | 3      | 1     | 4      |
| 13     | Canada              | 0    | 2      | 2     | 4      |
| 13     | Frankrijk           | 0    | 2      | 2     | 4      |
| 15     | Hongkong            | 0    | 1      | 0     | 1      |
| 15     | Mexico              | 0    | 1      | 0     | 1      |
| 15     | Oostenrijk          | 0    | 1      | 0     | 1      |
| 18     | België              | 0    | 0      | 1     | 1      |
| 18     | Cuba                | 0    | 0      | 1     | 1      |
| 18     | Denemarken          | 0    | 0      | 1     | 1      |
| 18     | Maleisië            | 0    | 0      | 1     | 1      |
| 18     | Zwitserland         | 0    | 0      | 1     | 1      |
| Totaal | Totaal              | 19   | 19     | 19    | 57     |